# Anourosorex assamensis
Anourosorex assamensis е вид бозайник от семейство Земеровкови (Soricidae).

## Разпространение
Видът е разпространен в Индия.